# Xanthodaphne pyrropelex
Xanthodaphne pyrropelex is een slakkensoort uit de familie van de Raphitomidae. De wetenschappelijke naam van de soort is voor het eerst geldig gepubliceerd in 1963 door Barnard.